# Abecita
Abecita är dels ett konfektionsföretag påbörjat 1932 i Borås, dels ett privat konstmuseum sedan 2006.

## Abecita Corsettfabrik
Företagets historia började med att Joel Åkerlund 1932 startade AB Corsettindustri i Borås med tillverkning av BH, gördlar, korsetter och korseletter. Gamla kända märkesplagg som "Cid" och "Abc" kommer från denna fabrik och även 1950-talsgördeln "Little X" är en av firmans produkter. Varumärket "Fox" köptes in på 1960-talet och one-size BH:n "Little wonder" kom till under 1970-talet, formgiven av Nina Wahlgren. Sedan början av 1980-talet ingår Abecita i Swegmarkskoncernen och inriktar sig på en tillverkning av badkläder och underkläder.
Abecita of Sweden AB, före detta AB Corsettindustri, utsågs till Årets industriminne 2022.

## Abecita Popkonst & Foto
I den fabriksbyggnad där Abecita funnits sedan 1942, på Herrljungagatan i Borås, inryms sedan 2006 ett privat konstmuseum, ursprungligen med namnet Abecita Konstmuseum men sedan 2021 kallat Abecita Popkonst & Foto. Museet har  särskild inriktning på fotografi och popkonst. Även nordisk textilkonst förekommer. Museet bygger på fabriksägarna Berit och Bengt Swegmarks (född 1936) samling av internationell grafik- och fotokonst. Samlingen, som började byggas upp i slutet av 1960-talet, består av omkring 500 verk av ett 30-tal internationellt kända konstnärer, till exempel Andy Warhol, Richard Hamilton, Roy Lichtenstein, David Hockney, Robert Rauschenberg, Jim Dine, Ellsworth Kelly och Louise Bourgeois.  Det finns också en omfattande samling svensk fotokonst. Museet har en yta av 2400 m² i tre våningsplan med början på den tidigare tillskärningsavdelningen på tredje våningen i byggnaden. Utöver den permanenta samlingen, visas kontinuerligt separat- och vandringsutställningar av olika fotografer på museet. 

### Fotogalleri

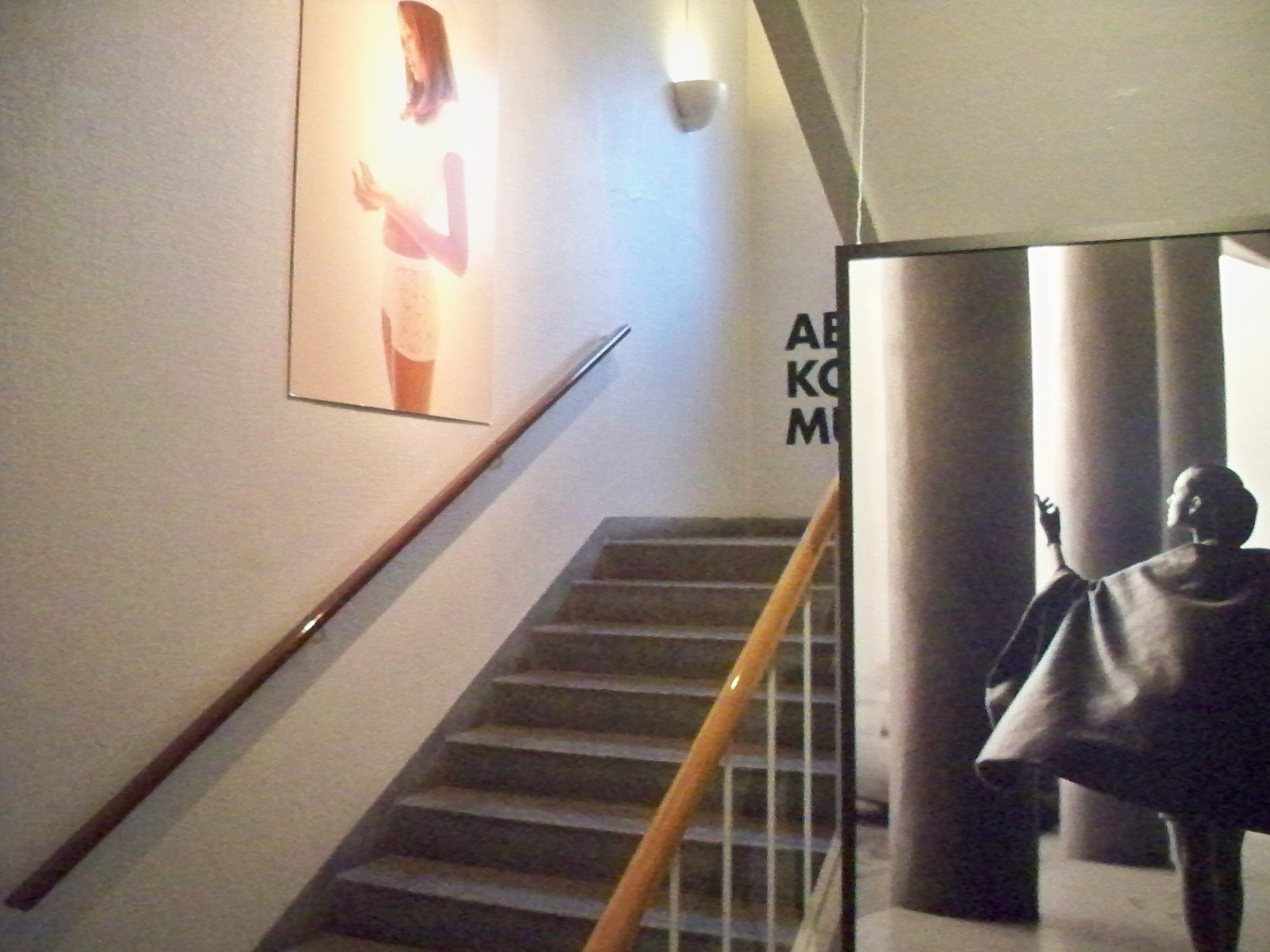
Entrén.
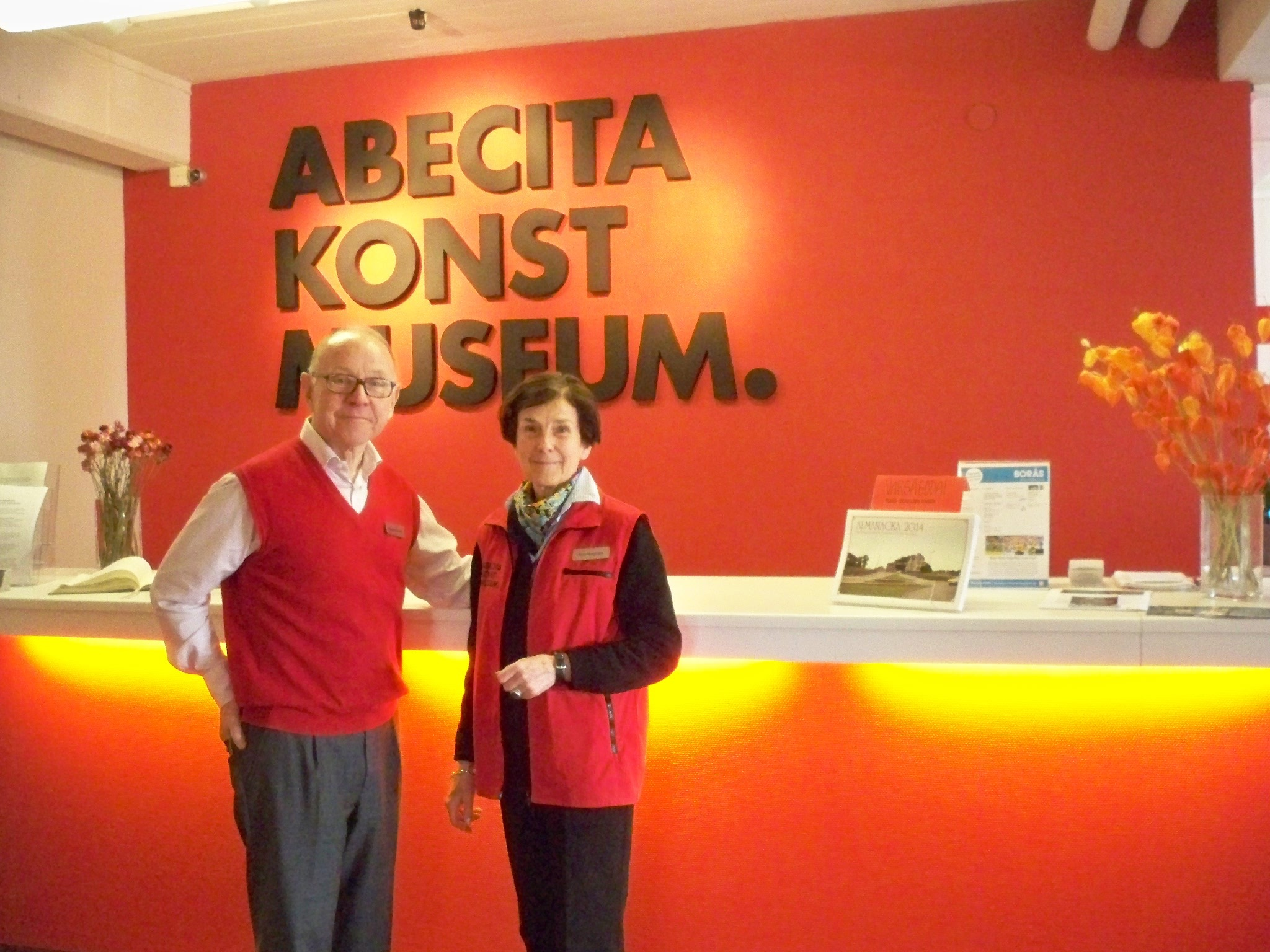
Bengt och Berit Swegmark.
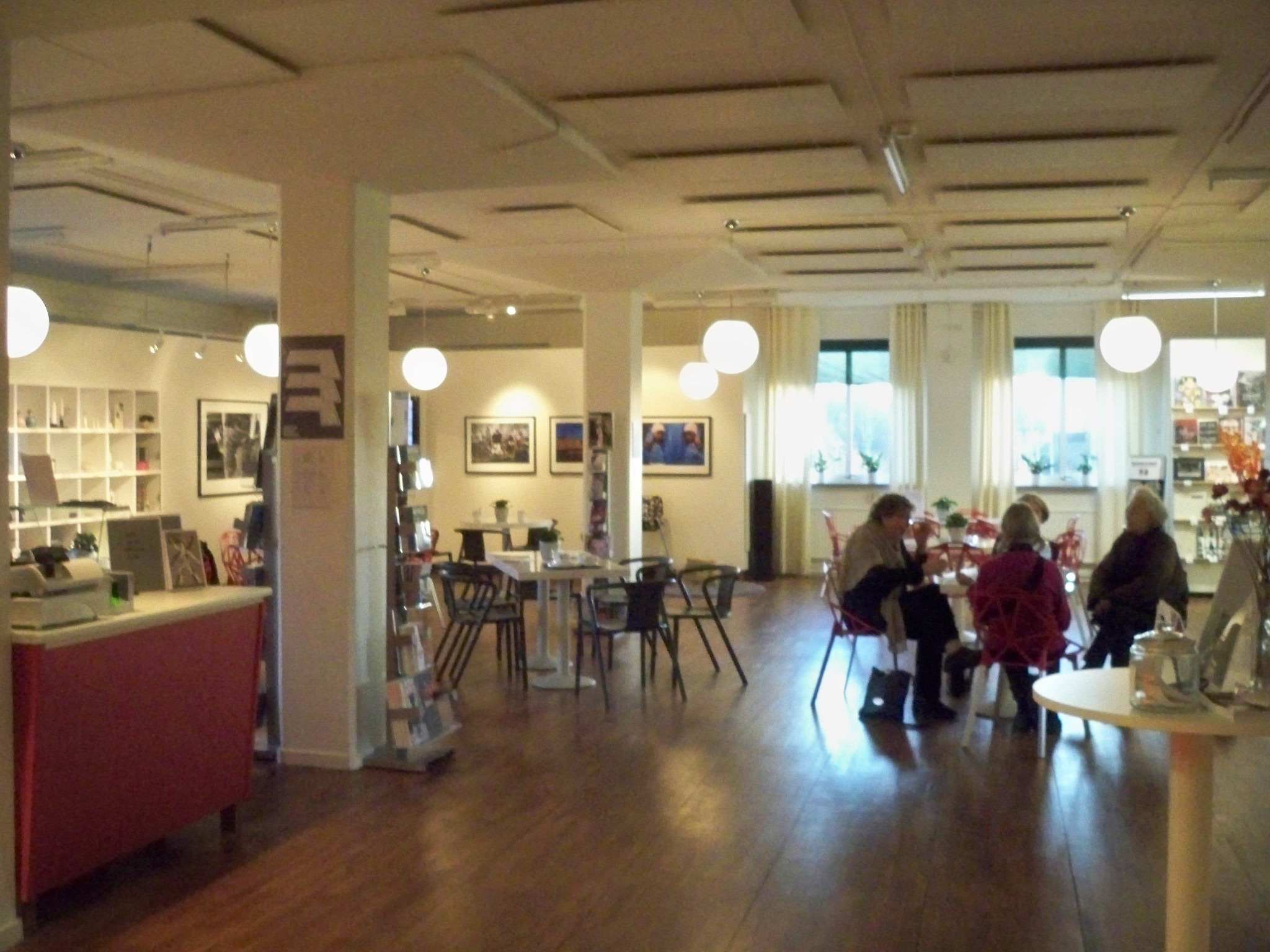
Kafé.
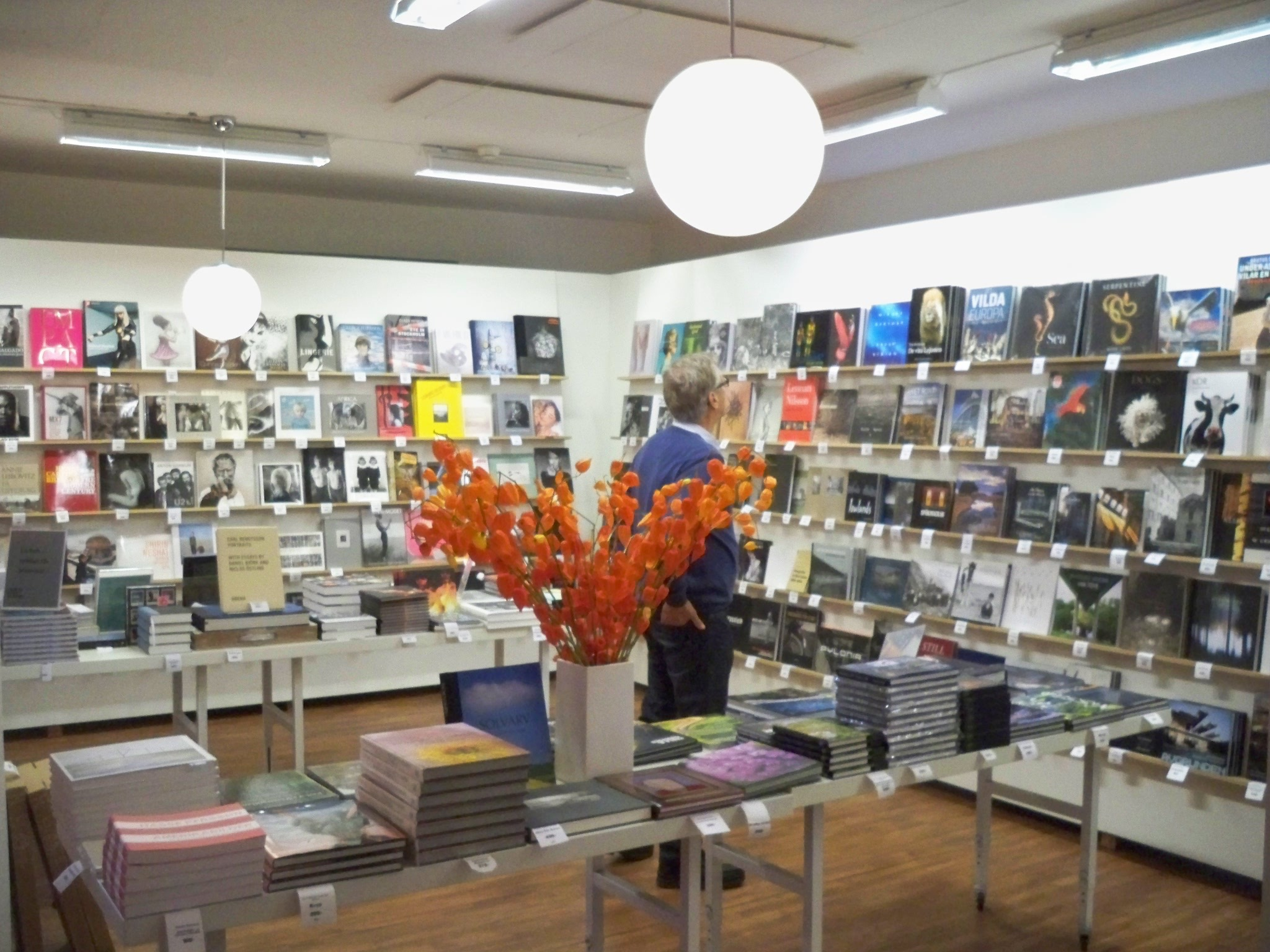
Boklåda.
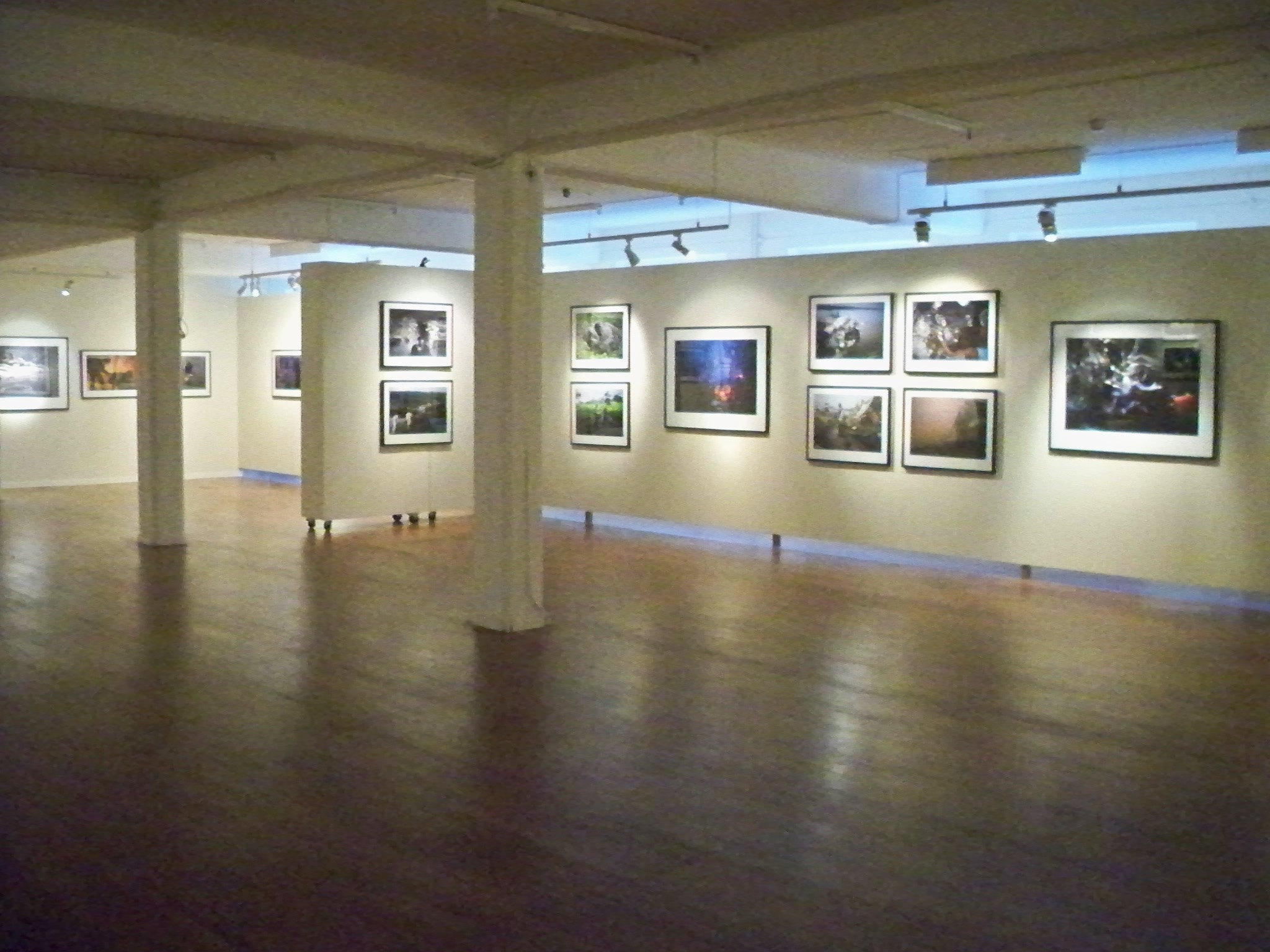
En del av museets utställningslokaler på första planet.
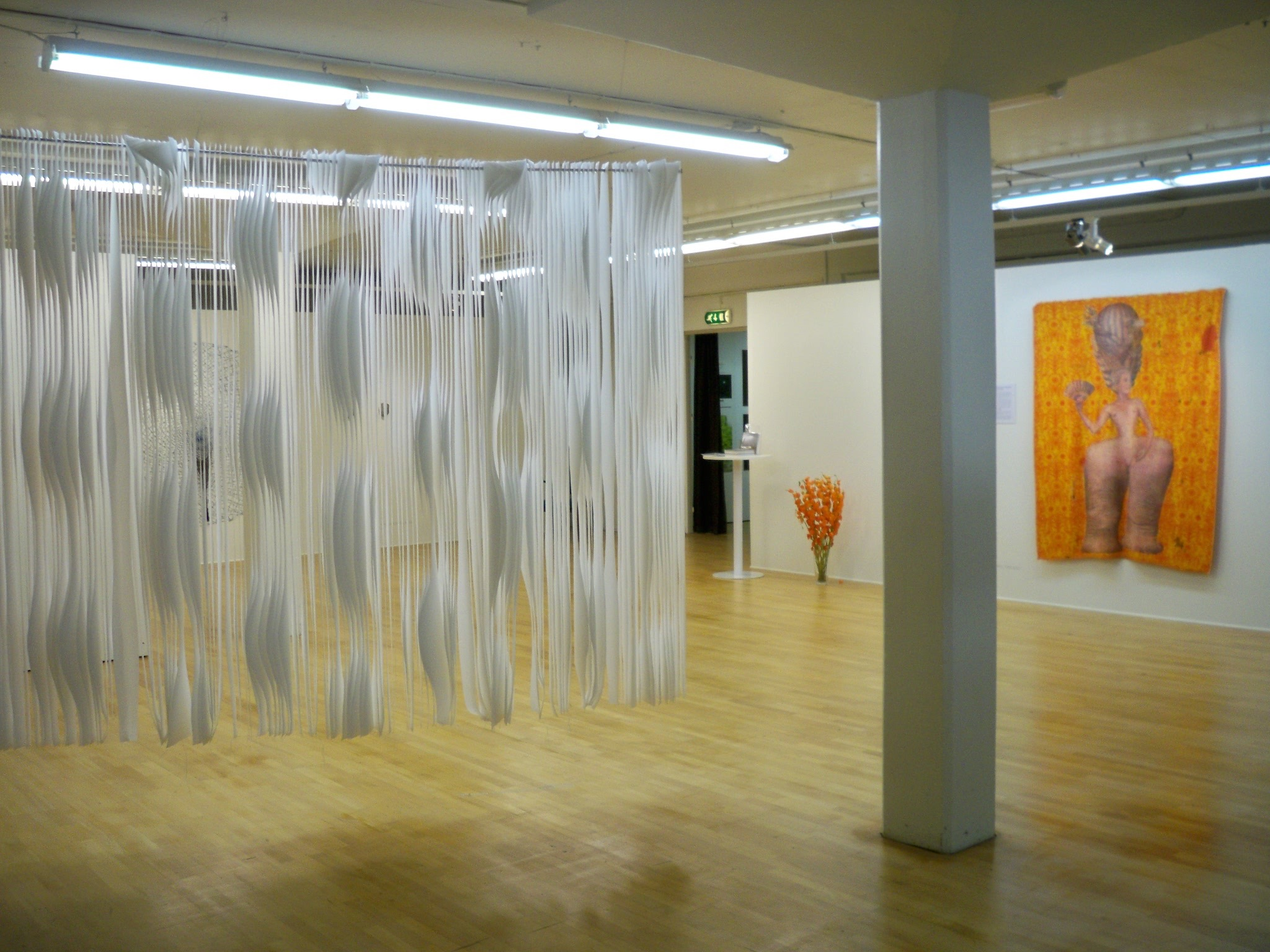
Andra våningsplanets textila konstsamling.